# ایسکرا ولینوا
ایسکرا ولینوا (بلغاری: Искра Велинова؛ ۱۹۵۳ (۷۱–۷۲ سال) – ) قایقران روئینگ اهل بلغارستان بود.
وی در مسابقات کشوری و بین‌المللی در مجموع برندهٔ ۳ مدال نقره، ۱ مدال برنز شده‌است.